# Cã

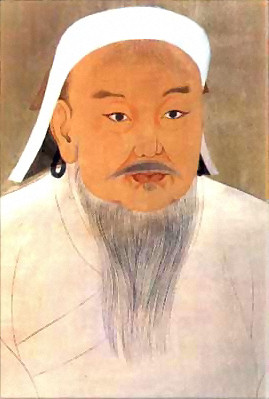
Gengis Khan

Cã, cão ou khan (do  tártaro han, no sentido de 'governante', 'senhor'; feminino: 'catum', khatun ou khanoum ) é um título turco-mongol historicamente dado ao soberano, pelas tribos nômades das estepes central e oriental da Eurásia .
Aparece pela primeira vez entre os rouran e depois entre os goturcos, como variante de khagan (soberano, imperador) aplicada a um governante subordinado. No Império Seljúcida, era o  mais alto título de nobreza, acima de maleque (rei) e emir (príncipe). No Império Mongol, era o líder de uma horda (ulus), enquanto o governante de todos os mongóis era o khagan ou grão-cã. Posteriormente, a importância do título diminuiu. Durante as dinastias Safávida e Cajar, era o título de um general de exército da alta nobreza que governava uma província e no Império Mogol era uma designação reservada aos cortesãos da alta nobreza. 
Desde o período de dominação mongol na Ásia, a partir do século XIII, o termo "cã" enraizou-se em diversas nações, e seus soberanos, como os reis da Pérsia e os sultões seljúcidas e otomanos adotaram esse título.
Após a queda dos mogóis, foi usado de forma indiscriminada e se tornou um sobrenome. Khan e suas formas femininas ainda ocorrem em nomes de pessoas sem qualquer relevância política ou título nobiliárquico, embora também continue a ser uma parte frequente de nomes de aristocratas. Mesmo no século XX, alguns governantes ainda utilizavam o título, em países como o Afeganistão, Paquistão e Uzbequistão.